# Domaine de Numazu

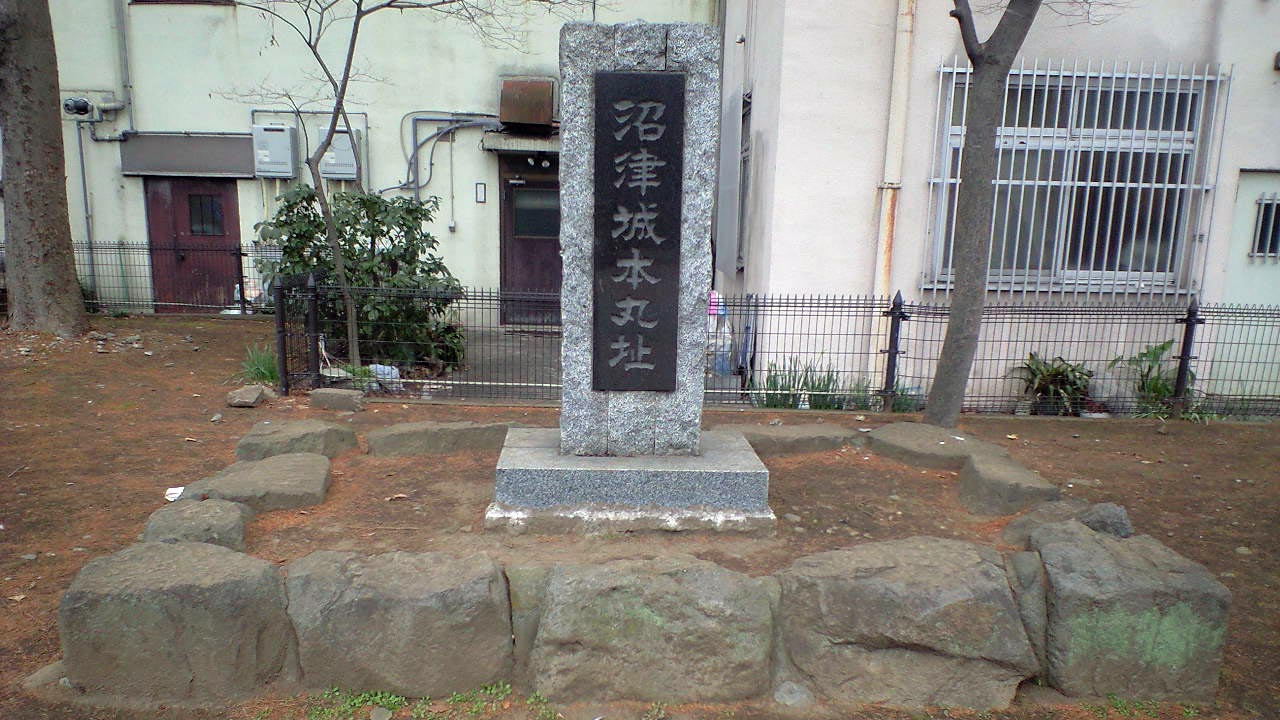
Monument indiquant l'emplacement du donjon du château de Numazu.

Le domaine de Numazu (沼津藩, Numazu-han) est un domaine féodal fudai japonais de l'époque d'Edo situé dans la province de Suruga. Son centre correspond à l'actuelle ville de Numazu.

## Histoire
En 1601, Ōkubo Tadasuke, hatamoto d'un revenu de 5 000 koku, est récompensé par le shōgun Tokugawa Ieyasu qui l'élève au rang de daimyo pour ses efforts à la bataille de  Sekigahara où il a stoppé l'avance des forces de  Toyotomi sous le commandement du fameux Sanada Yukimura. Le territoire de Numazu à l'est de Sumpu lui est attribué pour domaine avec un revenu de 40 000 koku. Mais quand il meurt sans héritier en 1671, le domaine retourne au shogunat Tokugawa.
Le domaine connaît une renaissance en avril 1777 quand l'ancien wakadoshiyori Mizuno Tadatomo est transféré du domaine d'Ohama dans la province de Mikawa et se voit attribuer des revenus de 20 000 koku. Il reconstruit le château de Numazu en 1780 et ses revenus sont augmentés de 5 000 koku en 1781 quand il accède au poste de rōjū. Il reçoit une autre augmentation de 5 000 koku en 1785.
Tadaakira Mizuno, le deuxième daimyō de Numazu, est également un rōjū et un proche confident de Tanuma Okitsugu, un haut fonctionnaire du shogunat Tokugawa. Cette proximité lui assure une augmentation de revenus du domaine de Numazu de 10 000 koku supplémentaires en 1821 et encore 10 000 koku en 1829.
Le 6e daimyō, Mizuno Tadahiro, est un proche confident du tairō Naosuke Ii.
Mais durant la période du Bakumatsu, le 8e et dernier daimyō, Tadanori Mizuno, se range du côté du nouveau gouvernement de Meiji pendant la guerre de Boshin de la restauration de Meiji. Son domaine est aboli avec la création du domaine de Shizuoka à l'intention de Yoshinobu Tokugawa, l'ancien shōgun retiré, et Nobutoshi est transféré en juillet 1868 au domaine de Kikuma dans la province de Kazusa.

## Liste des daimyos
- Clan Ōkubo (fudai) 1601-1613

| # | Nom                          | Dates     | Titre | Rang | Revenus     |
| - | ---------------------------- | --------- | ----- | ---- | ----------- |
| 1 | Ōkubo Tadasuke (大久保 忠佐) | 1601-1613 |       |      | 40 000 koku |

- Tenryō 1613-1777
- Clan Mizuno (fudai) 1777-1868

| # | Nom                         | Dates     | Titre        | Rang                    | Revenus              |
| - | --------------------------- | --------- | ------------ | ----------------------- | -------------------- |
| 1 | Mizuno Tadatomo (水野忠友)  | 1777-1802 | Dewa-no-kami | 4e inférieur (従四位下) | 20 000 → 30 000 koku |
| 2 | Mizuno Tadaakira (水野忠成) | 1802-1834 | Dewa-no-kami | 4e inférieur (従四位下) | 30 000 → 50 000 koku |
| 3 | Mizuno Tadayoshi (水野忠義) | 1834-1842 | Dewa-no-kami | 4e inférieur (従四位下) | 50 000 koku          |
| 4 | Mizuno Tadatake (水野忠武)  | 1842-1844 | Dewa-no-kami | 5e inférieur (従五位下) | 50 000 koku          |
| 5 | Mizuno Tadayoshi (水野忠良) | 1844-1858 | Dewa-no-kami | 5e inférieur (従五位下) | 50 000 koku          |
| 6 | Mizuno Tadahiro (水野忠寛)  | 1858-1862 | Dewa-no-kami | 4e inférieur (従四位下) | 50 000 koku          |
| 7 | Mizuno Tadanobu (水野忠誠)  | 1862-1866 | Dewa-no-kami | 4e inférieur (従四位下) | 50 000 koku          |
| 8 | Mizuno Tadanobu (水野忠敬)  | 1866-1868 | Dewa-no-kami | 3e inférieur (従三位)   | 50 000 koku          |

## Source de la traduction
- (en) Cet article est partiellement ou en totalité issu de l’article de Wikipédia en anglais intitulé « Numazu Domain » (voir la liste des auteurs).